# What Went Down
What Went Down – czwarty album studyjny brytyjskiej grupy rockowej Foals. Został wydany przez Warner Music 28 sierpnia 2015. Album został wyprodukowany przez Jamesa Forda, znanego m.in. ze współpracy z Simian Mobile Disco, The Last Shadow Puppets i Arctic Monkeys.
„What Went Down” zadebiutował na 3. miejscu na brytyjskiej liście albumów UK Albums Chart i na 58. miejscu na liście Billboard 200, co czyni go ich albumem z najwyższymi notowaniami w Stanach Zjednoczonych. To ostatni album zespołu z basistą Walterem Gerversem przed jego odejściem w styczniu 2018 roku.

## Lista utworów
| 1.  | „What Went Down”       | 5:01  |
|     |                        |       |
| 2.  | „Mountain at My Gates” | 4:04  |
|     |                        |       |
| 3.  | „Birch Tree”           | 4:21  |
|     |                        |       |
| 4.  | „Give It All”          | 4:47  |
|     |                        |       |
| 5.  | „Albatross”            | 5:24  |
|     |                        |       |
| 6.  | „Snake Oil”            | 4:21  |
|     |                        |       |
| 7.  | „Night Swimmers”       | 4:45  |
|     |                        |       |
| 8.  | „London Thunder”       | 4:14  |
|     |                        |       |
| 9.  | „Lonely Hunter”        | 4:37  |
|     |                        |       |
| 10. | „A Knife in the Ocean” | 6:53  |
|     |                        |       |
|     |                        | 48:27 |
|     |                        |       |